# Marika Tändler-Walenta

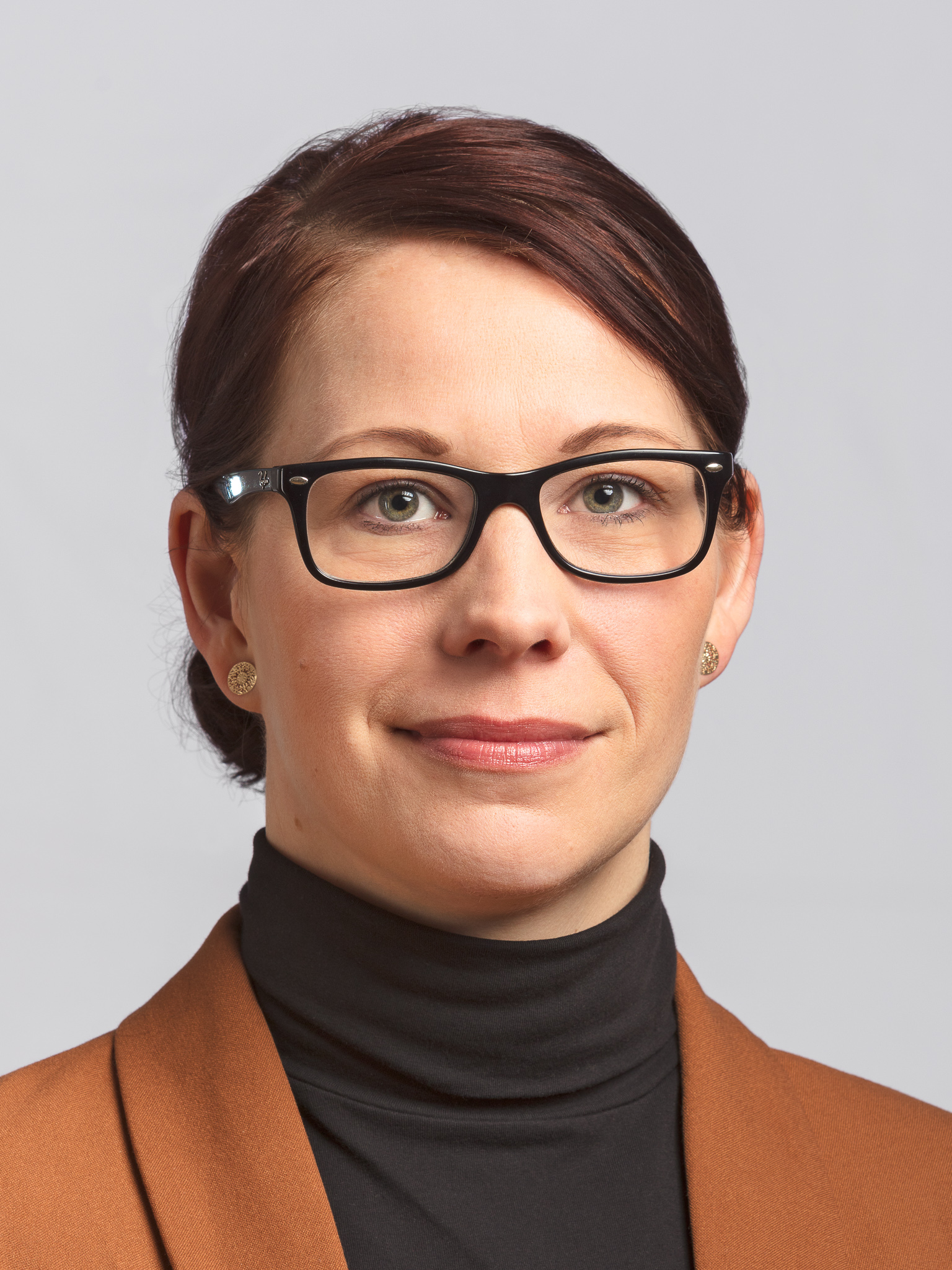
Marika Tändler-Walenta (2019)

Marika Tändler-Walenta (* 1984 in Leisnig) ist eine deutsche Politikerin (Die Linke). Sie war von 2019 bis 2024 Mitglied des Sächsischen Landtags.

## Leben
Tändler-Walenta legte 2005 ihre Abiturprüfung an einem Gymnasium in Dresden ab. Zwischen 2006 und 2011 studierte sie an der Universität Leipzig Soziologie und schloss ihr Studium mit dem Diplom ab. Anschließend arbeitete sie bis 2013 für Lothar Bisky (MdEP) als wissenschaftliche Mitarbeiterin und nach seinem Tod für Martina Michels (MdEP) im Europaparlament. Zwischen 2014 und 2016 war Marika Tändler-Walenta als parlamentarische Referentin des Fraktionsvorsitzenden der sächsischen Landtagsfraktion der Partei Die Linke, Rico Gebhardt tätig. Ab 2017 arbeitete sie als Pressesprecherin von Gregor Gysi.

## Politik
Marika Tändler-Walenta war von 2014 bis 2016 sowie 2018/19 Beisitzerin im Bundesvorstand der Partei Die Linke. Seit 2016 amtiert sie als Kreisvorsitzende ihrer Partei in Mittelsachsen.
Zwischen 2014 und 2019 war Marika Tändler-Walenta Mitglied des Stadtrates in Roßwein. Tändler-Walenta trat 2015 zur Landratswahl im Landkreis Mittelsachsen als gemeinsame Kandidatin der Parteien Die Linke, SPD und Bündnis 90/Die Grünen an und erzielte 34,3 Prozent der abgegebenen Stimmen.
Bei der Landtagswahl in Sachsen 2019 zog sie über die Landesliste der Linken in den sächsischen Landtag ein. Im Sächsischen Landtag amtierte sie als stellvertretende Fraktionsvorsitzende ihrer Fraktion. Außerdem war sie Mitglied im Ausschuss Schule und Bildung und im Petitionsausschuss sowie Stellvertretendes Mitglied in den Ausschüssen für Inneres und Sport sowie Verfassung und Recht, Demokratie, Europa und Gleichstellung. Bei der Landtagswahl 2024 verfehlte sie den Wiedereinzug in den Landtag.

## Persönliches
Marika Tändler-Walenta ist geschieden und Mutter von zwei Kindern. Sie gehört keiner Konfession an.